# Cantonul Muzillac
Cantonul Muzillac este un canton din arondismentul Vannes, departamentul Morbihan, regiunea Bretania, Franța.

## Comune
- Ambon
- Arzal
- Billiers
- Damgan
- Le Guerno
- Muzillac (reședință)
- Noyal-Muzillac